# Colli Etruschi Viterbesi rosso
Le Colli Etruschi Viterbesi rosso est un vin rouge italien produit dans la région du Latium doté d'une appellation DOC depuis le 11 septembre 1996. Seuls ont droit à la DOC les vins rouges récoltés à l'intérieur de l'aire de production définie par le décret. 

## Aire de production
L'aire de production est située à proximité du lac de Bolsena.
Les vignobles autorisés se situent en province de Viterbe dans les communes de Viterbe, Vitorchiano, Bomarzo, Graffignano, Celleno, Civitella d'Agliano, Bagnoregio, Castiglione in Teverina, Lubriano, Vetralla, Blera, Villa San Giovanni in Tuscia, Barbarano Romano, Vejano, Oriolo Romano, Monte Romano, Tuscania, Arlena di Castro, Tessennano, Canino, Cellere, Piansano, Ischia di Castro, Farnese, Valentano, Latera, Onano, Proceno, Acquapendente, Grotte di Castro, Gradoli, Capodimonte, Marta, Montefiascone, Bolsena, San Lorenzo Nuovo, Orte et Bassano in Teverina.

## Caractéristiques organoleptiques
- couleur: rouge rubis   plus ou moins intense
- odeur: caractéristique, parfumé, plus ou moins fruité
- saveur: sec ou doux, plein, harmonique

Le Colli Etruschi Viterbesi rosso se déguste à une température de 14 - 16 °C et se gardera 2 à 3 ans.

## Production
Province, saison, volume en hectolitres :
- Viterbe  (1996/97)  1805,02